# Potenzreihenansatz
Ein Potenzreihenansatz ist ein Lösungsansatz für Differentialgleichungen. Die gesuchte Funktion wird als Potenzreihe mit unbekannten Koeffizienten dargestellt und dann in die Differentialgleichung eingesetzt. Durch Koeffizientenvergleich kann so die Lösung gefunden und in manchen Fällen wieder durch elementare Funktionen ausgedrückt werden.
Im allgemeinen Fall, wenn die Koeffizientenfunktionen meromorph sind wie bei der Fuchsschen Differentialgleichung (zu der die Hypergeometrische Differentialgleichung gehört), muss die Differentialgleichung grundsätzlich im Komplexen (Riemannsche Zahlenkugel) betrachtet werden. Es gibt bei Differentialgleichungen vom Fuchsschen Typ (mit ausschließlich hebbaren Singularitäten auch im Unendlichen) verallgemeinerte Potenzreihenlösungen (siehe Frobenius-Methode) und die lokal als Potenzreihenlösungen gegebenen Fundamentallösungen der Differentialgleichung sind durch Betrachtung von analytischen Fortsetzungen um die singulären Punkte der Koeffizientenfunktionen über Monodromie-Matrizen verbunden.

## Die Exponentialfunktion als motivierendes Beispiel
Als einfaches Beispiel betrachten wir folgende Fragestellung: Welche Funktion ergibt abgeleitet ein Vielfaches dieser Funktion? Als Gleichung:
{\displaystyle {\frac {dy(x)}{dx}}=\lambda \,y(x)}
Diese gewöhnliche Differentialgleichung 1. Ordnung ist eindeutig lösbar, wenn noch eine Anfangsbedingung festgelegt wird:
{\displaystyle y(0)=y_{0}}
Für {\displaystyle y} setzen wir nun eine Potenzreihe an:
{\displaystyle y(x)=\sum _{k=0}^{\infty }a_{k}x^{k}=a_{0}+a_{1}x+a_{2}x^{2}+a_{3}x^{3}+\ldots }
Die Anfangsbedingung übersetzt sich zu {\displaystyle y_{0}=a_{0}}, weil {\displaystyle y(0)=a_{0}+a_{1}0+a_{2}0^{2}+...=a_{0}}.
Die Ableitung von {\displaystyle y(x)} ist folglich:
{\displaystyle {\frac {dy(x)}{dx}}={\frac {d}{dx}}\sum _{k=0}^{\infty }a_{k}x^{k}=\sum _{k=0}^{\infty }{\frac {d}{dx}}a_{k}x^{k}=\sum _{k=1}^{\infty }a_{k}\,k\,x^{k-1}=a_{1}+2a_{2}x+3a_{3}x^{2}+\ldots }
Eingesetzt in obige Differentialgleichung heißt das:
{\displaystyle a_{1}+2a_{2}x+3a_{3}x^{2}+\ldots =\lambda a_{0}+\lambda a_{1}x+\lambda a_{2}x^{2}+\lambda a_{3}x^{3}+\ldots }
Da dies für alle {\displaystyle x} gelten soll, müssen die Koeffizienten vor {\displaystyle x_{0},x_{1},x_{2}} usw. gleich sein. Folglich ist: {\displaystyle a_{1}=\lambda a_{0},2a_{2}=\lambda a_{1},3a_{3}=\lambda a_{2}} usw.
Dies lässt sich umstellen und einsetzen: {\displaystyle a_{1}={\tfrac {\lambda \,a_{0}}{1}}}, {\displaystyle a_{2}={\tfrac {\lambda \,a_{1}}{2}}={\tfrac {\lambda ^{2}\,a_{0}}{2\cdot 1}}}, {\displaystyle a_{3}={\tfrac {\lambda \,a_{2}}{3}}={\tfrac {\lambda ^{3}\,a_{0}}{3\cdot 2\cdot 1}}}.
Allgemein ist:
{\displaystyle \sum _{k=1}^{\infty }a_{k}\,k\,x^{k-1}=\sum _{k=0}^{\infty }\lambda \,a_{k}\,x^{k}} und somit {\displaystyle a_{k}={\frac {\lambda }{k}}\,a_{k-1}} für alle {\displaystyle k\geq 1}.
Dies ist eine Rekursionsgleichung für die Koeffizienten {\displaystyle a_{k}} und es ergibt sich:
{\displaystyle a_{k}={\frac {\lambda ^{k}}{k!}}\,a_{0}}.
Eingesetzt in die Potenzreihe heißt dies:
{\displaystyle y(x)=a_{0}\sum _{k=0}^{\infty }{\frac {\lambda ^{k}}{k!}}x^{k}=a_{0}\left(1+\lambda x+{\frac {1}{2}}\lambda ^{2}x^{2}+{\frac {1}{3!}}\lambda ^{3}x^{3}+\ldots \right)}.
Wenn wir darin die Potenzreihe der Exponentialfunktion wiedererkennen, lässt sich die Lösung noch kompakter schreiben als:
{\displaystyle y(x)=y_{0}\,e^{\lambda \,x}}.

## Theoretische Begründung
Zur theoretischen Begründung dieses Verfahrens sollte man bereits im Vorfeld wissen, dass es eine holomorphe Lösung gibt, das heißt eine Lösung, die sich in eine Potenzreihe entwickeln lässt.
Natürlich kann man das einfach annehmen, auf Basis dieser Annahme wie im einleitenden Beispiel eine Lösung konstruieren und dann diese durch Einsetzen prüfen. Kann man aber die Rekursion der Koeffizienten nicht auflösen und kann man nur einige Koeffizienten berechnen, so hat man ein Polynom als Approximation einer möglichen Lösung, aber das ist nur sinnvoll, wenn die Existenz einer holomorphen Lösung gesichert ist. Das liefert der folgende Satz:
- Satz: Seien {\displaystyle z_{0},y_{0}\in \mathbb {C} } sowie {\displaystyle a,b>0} gegeben und {\displaystyle F:U\rightarrow \mathbb {C} } holomorph, wobei {\displaystyle U\supset U_{0}:=\{(z,y)\in \mathbb {C} ^{2};|z-z_{0}|\leq a,|y-y_{0}|\leq b\}} und {\displaystyle M:=\sup\{|F(z,y)|;(z,y)\in U_{0}\}}. Dann existiert genau eine holomorphe Lösung {\displaystyle f} des Anfangswertproblems

{\displaystyle f'(z)=F(z,f(z)),\quad f(z_{0})=y_{0}},
und zwar mindestens auf dem offenen Kreis {\displaystyle \textstyle \{z\in \mathbb {C} ;|z-z_{0}|<\min(a,{\frac {b}{M}})\}}.
In obigem Beispiel ist {\displaystyle z_{0}=0} und {\displaystyle F(z,y)=\lambda y}. Für {\displaystyle a,b>0} ist
{\displaystyle M=\sup\{|F(z,y)|;|z|\leq a,|y-y_{0}|\leq b\}=|\lambda |\sup\{|y|;|y-y_{0}|\leq b\}=|\lambda |(|y_{0}|+b)}.
Der durch den Satz zugesicherte Konvergenzradius von {\displaystyle \textstyle \min(a,{\frac {b}{M}})} kann also kleiner sein als der tatsächliche Konvergenzradius der Lösung, der im vorliegenden Beispiel bekanntlich unendlich ist. Der Identitätssatz für holomorphe Funktionen zeigt dann, dass die gefundene Lösung auch außerhalb des Konvergenzradius noch das Anfangswertproblem löst, solange man {\displaystyle F(z,f(z))} in einer zusammenhängenden Umgebung des Konvergenzkreises noch bilden kann.
Insbesondere zeigt dieser Satz, dass der Potenzreihenansatz im Falle holomorpher rechter Seite des Anfangswertproblems zum Erfolg führt.

## Weiteres Beispiel: Hermitesche Differentialgleichung
Gesucht wird die Lösung der Hermiteschen Differentialgleichung
{\displaystyle {\frac {d^{2}y(x)}{dx^{2}}}-2\,x\,{\frac {dy(x)}{dx}}+2\,\lambda \,y(x)=0}
Man setzt die Lösung als Potenzreihe an:
{\displaystyle y(x)=\sum _{k=0}^{\infty }{\frac {a_{k}}{k!}}x^{k}}
Um die weitere Rechnung einfacher zu gestalten, wurde in diesem Ansatz im Vergleich zum letzten Beispiel ein Faktor {\displaystyle {\tfrac {1}{k!}}} eingeführt.
Folglich ist:
{\displaystyle 2\,\lambda \,y(x)=2\,\lambda a_{0}+\sum _{k=1}^{\infty }{\frac {2\,\lambda \,a_{k}}{k!}}x^{k}}
{\displaystyle -2x\,{\frac {dy(x)}{dx}}=-2x\,\sum _{k=1}^{\infty }{\frac {a_{k}}{k!}}k\,x^{k-1}=\sum _{k=1}^{\infty }{\frac {-2a_{k}}{(k-1)!}}\,x^{k}}
{\displaystyle {\frac {d^{2}y(x)}{dx^{2}}}=\sum _{k=2}^{\infty }{\frac {a_{k}}{k!}}k\,(k-1)\,x^{k-2}=\sum _{k=2}^{\infty }{\frac {a_{k}}{(k-2)!}}\,x^{k-2}=\sum _{k=0}^{\infty }{\frac {a_{k+2}}{k!}}\,x^{k}=a_{2}+\sum _{k=1}^{\infty }{\frac {a_{k+2}}{k!}}\,x^{k}}
Eingesetzt in die Differentialgleichung heißt das:
{\displaystyle a_{2}+\sum _{k=1}^{\infty }{\frac {a_{k+2}}{k!}}\,x^{k}\;+\;\sum _{k=1}^{\infty }{\frac {-2a_{k}}{(k-1)!}}\,x^{k}\;+\;2\,\lambda a_{0}+\sum _{k=1}^{\infty }{\frac {2\,\lambda \,a_{k}}{k!}}x^{k}=0}
{\displaystyle a_{2}+2\,\lambda a_{0}+\sum _{k=1}^{\infty }\left({\frac {a_{k+2}}{k!}}+{\frac {-2a_{k}}{(k-1)!}}+{\frac {2\,\lambda \,a_{k}}{k!}}\right)x^{k}=0}
Der Koeffizientenvergleich ergibt für die konstanten Terme ({\displaystyle k=0}): {\displaystyle 2\,\lambda a_{0}+a_{2}=0} und für alle weiteren ({\displaystyle k>0}):
{\displaystyle {\frac {a_{k+2}}{k!}}+{\frac {-2a_{k}}{(k-1)!}}+{\frac {2\,\lambda \,a_{k}}{k!}}=0}.
Multiplikation mit {\displaystyle k!} ergibt:
{\displaystyle a_{k+2}-2a_{k}\,k+2\,\lambda \,a_{k}=0}, d. h.
{\displaystyle a_{k+2}=(2k-2\lambda )a_{k}}.
Sind die Koeffizienten {\displaystyle a_{0}} und {\displaystyle a_{1}} bspw. aus Anfangsbedingungen bekannt, dann lassen sich alle weiteren Koeffizienten {\displaystyle a_{k}} berechnen und ggf. als Reihe zusammenfassen.
Die analytische Lösung der Differentialgleichung lautet also:
{\displaystyle {\begin{aligned}y(x)&=a_{0}\left(1-{\frac {2\lambda }{2!}}x^{2}-{\frac {2\lambda (4-2\lambda )}{4!}}x^{4}-{\frac {2\lambda (4-2\lambda )(8-2\lambda )}{6!}}x^{6}-\ldots \right)\\&\qquad +a_{1}\left(x+{\frac {(2-2\lambda )}{3!}}x^{3}+{\frac {(2-2\lambda )(6-2\lambda )}{5!}}x^{5}+{\frac {(2-2\lambda )(6-2\lambda )(10-2\lambda )}{7!}}x^{7}+\ldots \right)\end{aligned}}}.